# Express (Schiff, 1934)
HMS Express (H61) war ein Ende Oktober 1934 in Dienst gestellter Zerstörer der E-Klasse der britischen Royal Navy, der als Minenleger eingesetzt werden konnte. Im Zweiten Weltkrieg wurde der Zerstörer mit der Battle Honour „Dunkirk 1940“ ausgezeichnet.
In der Nacht zum 1. September 1940 geriet der Zerstörer mit der 20. (Minenleger)-Zerstörerflottille nordwestlich von Texel in ein nicht erkanntes deutsches Minenfeld und erhielt einen schweren Minentreffer. Das zur Hilfe eilende Schwesterschiff Esk sank nach einem Minentreffer. Auch die ebenfalls zur Hilfe kommende Ivanhoe wurde von einem Minentreffer schwer beschädigt und musste schließlich selbst versenkt werden. Die schwer beschädigte Express konnte eingeschleppt werden. Erst im Oktober 1941 war die Express als normaler Zerstörer wieder einsatzbereit. Das dann im Kampf gegen die japanischen Angreifer eingesetzte Schiff konnte der fast vollständigen Vernichtung der britischen Einheiten im Fernen Osten entkommen.
Im Juni 1943 wurde der Zerstörer an die Royal Canadian Navy abgegeben, die ihn als HMCS Gatineau zur Konvoisicherung auf dem Nordatlantik bis zum Kriegsende in Europa einsetzte. Das Schiff wurde mit den kanadischen Battle Honours „Atlantic 1943-44“ und „Normandy 1944“ geehrt.

## Geschichte des Zerstörers
HMS Express wurde am 1. November 1932 mit den anderen acht Einheiten der E-Klasse bestellt. Ihre Kiellegung erfolgte 24. März 1934 als BauNr. 1481 bei Swan Hunter in Wallsend, Tyne and Wear zusammen mit dem Schwesterschiff Esk (BauNr. 1479). Die Bauwerft war bereits mit dem 1930 fertiggestellte Flottillenführer Codrington für die A-Klasse und den Zerstörern Brilliant und Bulldog der B-Klasse am Zerstörer-Neubauprogramm beteiligt worden. Die beiden Zerstörer der E-Klasse waren die ersten Neubauten, die auch als Minenleger ausgerüstet wurden. Sie mussten allerdings als Gewichtsausgleich für die Minenzuladung ggf. zwei Geschütze und die Torpedorohre von Bord geben.
HMS Express lief am 29. Mai 1934 als letztes Schiff der Klasse vom Stapel und wurde am 26. September 1934 in Dienst gestellt.
Die Express war das achte Schiff der Royal Navy seit 1695, das diesen Namen führte. Zuletzt hatte die Navy von 1902 bis 1919 den Zerstörer Express eingesetzt. Dieser Zerstörer war ein „33-Knotter“, der bei Laird, Son & Co. in Birkenhead nach Plänen der Bauwerft entstanden war. Der Zerstörer, der seine erhöhte Vertragsgeschwindigkeit nicht erreichte, wurde 1912 in die B-Klasse eingereiht und während des Ersten Weltkriegs zum Schutz der britischen Küstengewässer eingesetzt.

### Einsatzgeschichte
Zusammen mit den anderen Schiffen der E-Klasse bildete die Express bei der Home Fleet die 5. Zerstörerflottille. Ab Herbst 1934 ersetzte die neue Klasse die Zerstörer der V- und W-Klasse in dieser bislang von der Wallace geführten Flottille. Im September 1935 verlegte die „5th Destroyer Flotilla“ wegen der Abessinienkrise in das östliche Mittelmeer und kehrte im April 1936 in die Heimat zurück. Der Spanische Bürgerkrieg erforderte ab 1936 den Einsatz britischer Zerstörer in den spanischen Gewässern, so dass etliche Schiffe dort bis 1939 zum Einsatz kamen. Die Express, die schon im März 1936 zu einer Überholung in die Heimat zurückgekehrt war, beobachtete schon im Mai und Juni 1936 vor dem eigentlichen Kriegsausbruch von Gibraltar aus die Entwicklung in Spanien. Von Januar bis März 1937 und nochmals 1938 und Anfang 1939 wurde sie wieder mit Gibraltar als Basis im Rahmen der sogenannten Neutralitätspatrouillen vor der südspanischen Küste eingesetzt.
1939 sollten neue Zerstörer der K-Klasse die Schiffe der E-Klasse in der 5th DF ersetzen und dann bei der Mediterranean Fleet zum Einsatz kommen.
Hinsichtlich der Express wurde 1939 geplant, den Zerstörer zu einem Schiffsjungen-Schulschiff und Luftabwehr-Trainingsschiff umzubauen. Wegen der politischen Spannungen und des Personalmangels kam es nicht zu einem Umbau. Sie kam mit ihrem auch als Minenleger einsetzbaren Schwesterschiff Esk zur Reserve im Portsmouth. Schon vor dem Kriegsausbruch begann im August die Umrüstung der beiden Zerstörer zu Minenlegern.

## Kriegseinsätze
Der Zerstörer wurde dann der 20. (Minenleger)-Zerstörerflottille in Immingham zugewiesen. Zu Beginn des Zweiten Weltkrieges legte diese Flottille defensive Minenfelder vor der britischen Küste und offensive Minenfelder in der Deutschen Bucht. In der Nacht zum 10. September 1939 legten Esk und Express ihre erste offensive Minensperre auf den vermuteten deutschen Auslaufwegen im deutschen Minenwarngebiet. In der Nacht zum 18. Dezember 1939 verlegten die beiden Zerstörer mit Ivanhoe und Intrepid eine Sperre von 240 Minen vor der Ems-Mündung. Gesichert wurden die minenlegenden Zerstörer durch die Zerstörer Grenville, Greyhound, Griffin und die polnische Błyskawica.
Die Minenleger-Zerstörer wurden bis Mitte Mai 1940 regelmäßig eingesetzt und legten zuletzt Sperren vor der niederländischen Küste, um den deutschen Vormarsch zu stören.;
Ende Mai/Anfang Juni 1940 evakuierte der Zerstörer gemeinsam mit vielen anderen Schiffen, darunter auch Esk, Intrepid und Ivanhoe die um Dünkirchen eingekesselten alliierten Truppen (Operation Dynamo). Am vierten Tag von „Dynamo“ (31. Mai) erhielt die Express einen Bombentreffer, konnte aber weiter eingesetzt werden. Am 3. Juni verließen dann Express und Shikari als letzte alliierte Schiffe den Hafen von Dünkirchen mit etwa 1000 Soldaten und den britischen Marineangehörigen, welche die Beladung der Transporter organisiert hatten.
Am 28. Juni wurde die Express zusammen mit Intrepid, Icarus und dem Minenleger Teviot Bank wieder zur Vervollständigung der defensiven britischen Nordsee-Minensperre eingesetzt. Gesichert wurde die Minenleger durch die Zerstörer Javelin und Jupiter.

### Das Texel-Desaster
Am 31. August 1940 lief die 20. Flottille mit Express, Esk, Intrepid, Icarus und Ivanhoe zu einer offensiven Minenunternehmung nahe Texel aus. Sichern sollten diese Aktion die von der 5. Flottille abgestellten Zerstörer Jupiter, Kelvin und Vortigern. Während die Schiffe der 20. Flottille ihre Minen warfen, gab es eine Meldung der britische Luftaufklärung, ein deutscher Verband liefe von Terschelling nach Westen auf die britische Küste zu. In der Furcht vor einem deutschen Invasionsversuch sollte die Flottille diesen Verband angreifen.

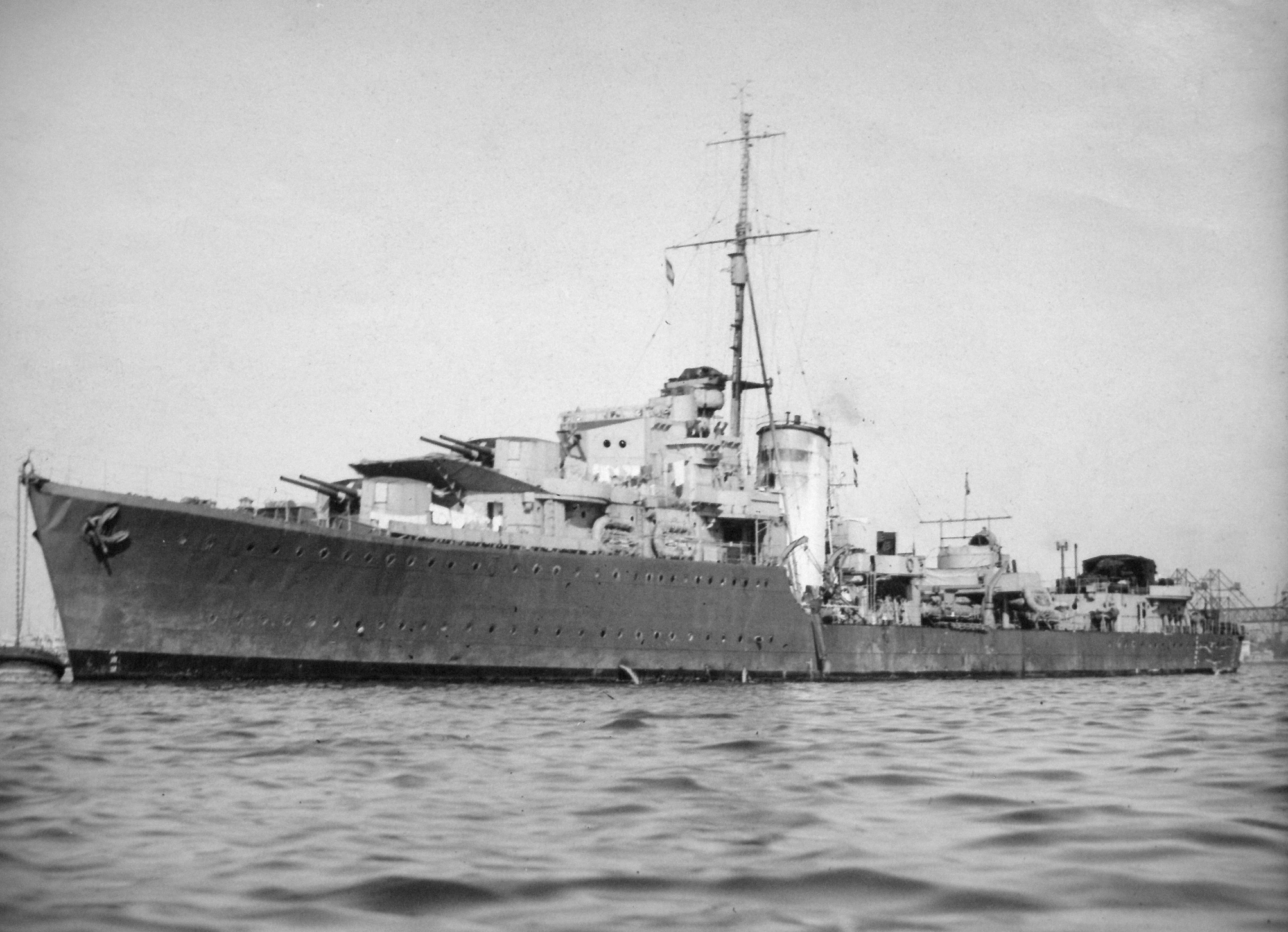
Die Kelvin

Zuerst geriet die Express dabei nordwestlich Texel auf eine bislang nicht erkannte deutsche Minensperre und verlor ihren Bug. Die Zerstörer Esk und Ivanhoe wollten dem beschädigten Schwesterschiff zur Hilfe kommen und liefen beide ebenfalls auf Minen. Die Esk sank innerhalb kurzer Zeit, die schwerbeschädigte Ivanhoe wurde von der Kelvin versenkt, um sie nicht den Deutschen in die Hände fallen zu lassen. Die Express wurde erst von der Kelvin, dann von der Jupiter geschleppt, bis Schlepper den rückmarschierenden Verband erreichten und den havarierten Zerstörer nach Hull brachten. Die 600 Minen starke deutsche Sperre war am 7./8. August von den deutschen Minenschiffen Roland, Cobra und Brummer verlegt worden.
Später trafen noch die leichten Kreuzer Aurora und Galatea zum Schutz des Verbandes ein, von denen die Galatea auf dem Rückmarsch auch noch einen Minentreffer erhielt und leicht beschädigt wurde.
Das sogenannte „Texel Disaster“ wurde anfangs geheim gehalten. Da etwa 300 Mann bei der Aktion ihr Leben verloren und weitere 100 als Schiffbrüchige in Gefangenschaft kamen oder schwer verwundet wurden, entstanden nach den Ereignissen Spekulationen über die tatsächlichen Vorgänge.
Die Reparatur der schwerbeschädigten Express dauerte bis zum September 1941, da das Vorschiff völlig neu gebaut werden musste.

### Einsatz im Fernen Osten

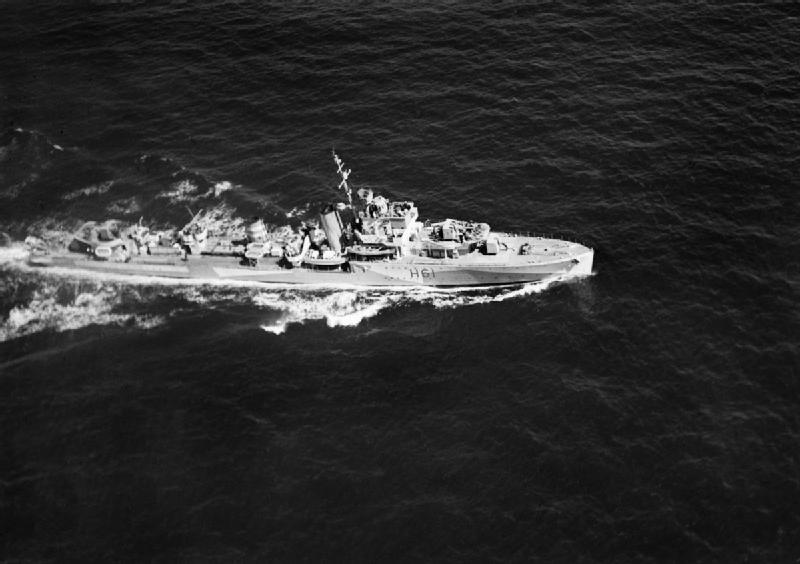
Die Express 1942

Angesichts der drohenden Kriegsgefahr im Fernen Osten wurde die Express im Oktober zusammen mit weiteren Schiffen, darunter dem Schlachtschiff Prince of Wales, nach Singapur verlegt, wo die Schiffe Anfang Dezember ankamen. Sie bildeten dort die Force Z.
Von Singapore lief die Force Z am 8. Dezember mit der Prince of Wales, dem Schlachtkreuzer Repulse und den Zerstörern Electra, der alten Tenedos, der australischen Vampire sowie der Express von Singapur zum Angriff auf die japanische Invasionsflotte aus.
Bei der Versenkung der Prince of Wales und der Repulse durch japanische Flugzeuge am 10. Dezember 1941 vor Malaya wurde der Zerstörer nicht beschädigt und konnte etwa 1000 Schiffbrüchige der Repulse retten und nach Singapur zurückbringen.
In der Folgezeit wurde er zunächst zum Konvoi-Geleitdienst zwischen Singapur, der Sunda-Straße und Java herangezogen, für den Mitte Januar 1942 die sogenannte China Force gebildet wurde. Zu diesem Verband gehörten die Kreuzer Danae, Dragon und Durban sowie die Zerstörer Jupiter, Encounter, Stronghold, Electra und Express der Royal Navy. Dem Verband unterstanden auch der Zerstörer Vampire und die Sloop Yarra der australischen Marine sowie die indische Sloop Jumna. Anfang März sicherte die Express mit andern Einheiten einen letzten Evakuierungskonvoi von Java nach Australien mit über 10000 Soldaten an Bord.
Die Express verlegte dann nach Simonstown in Südafrika, wo sie überholt wurde. Ende Juni war der Zerstörer wieder einsatzbereit und wurde zu Konvoisicherungen im Indischen Ozean herangezogen. Bei den finalen Landungsoperationen alliierter Truppen auf Madagaskar diente das Schiff als Geleitschutz des eingesetzten Flugzeugträgers Illustrious und des Seeflugzeugträger Albatross zusammen mit den Zerstörern Hotspur, Fortune und Inconstant.
Anschließend war der Zerstörer wieder als Geleitschutz im Indischen Ozean eingesetzt. Im Februar 1943 begann die Rückverlegung des Schiffes in die Heimat, wo Mitte März eine Überholung des Schiffes in Liverpool begann.

### Einsatz bei der Royal Canadian Navy

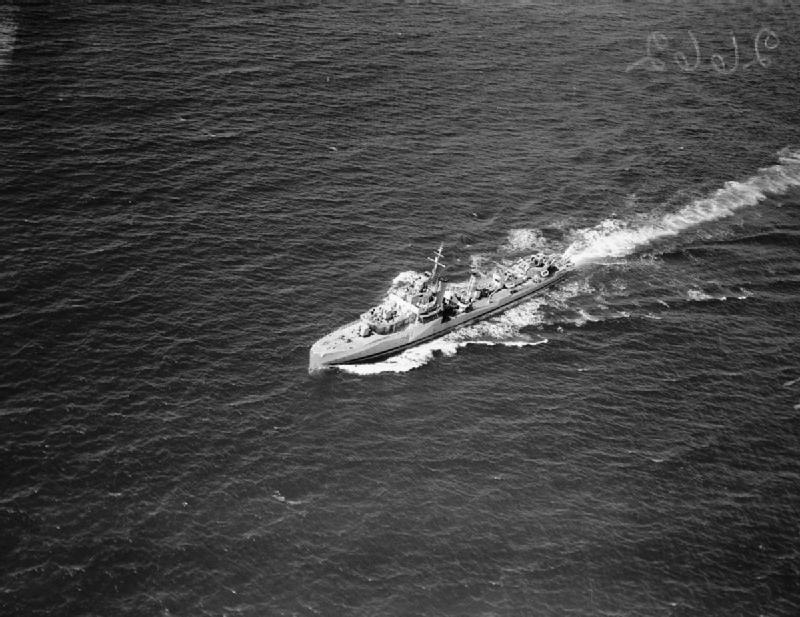
HMCS Gatineau

Am 3. Juni 1943 gab die Royal Navy HMS Express an die Royal Canadian Navy ab, die das Schiff in HMCS Gatineau (H61) umbenannte. Mit verstärkter U-Boot-Abwehr- und Flugabwehr-Bewaffnung wurde es in der Folgezeit zur Sicherung von Geleitzügen im Nordatlantik eingesetzt und der „2nd Canadian Escort Group“ zugeteilt. Dabei war es auch an der Versenkung des deutschen U-Bootes U 744 gemeinsam mit den Zerstörern Icarus und Chaudiere sowie weiteren Geleitern am 5. März 1944 beteiligt.
Während der Invasion in der Normandie wurden gegen die deutschen U-Boote drei Zerstörer-Gruppen und sieben Fregatten-Gruppen aufgestellt, um in überlappenden Einsätzen diese Gefahr weitgehend auszuschließen. Zwei der Zerstörergruppen wurden von kanadischen Zerstörern gebildet. Die Gatineau kam in der 11th Escort Group mit den Zerstörern Ottawa, Kootenay, Chaudière und St. Laurent zum Einsatz. Bei der Sicherung des Invasionsraumes kam es 26. Juni zu einem Gefecht von drei deutschen S-Booten, die aus Alderney kamen, mit den Zerstörern Gatineau und Chaudière, die Zerstörer den Torpedos der S-Boote auswichen und sie zum Rückzug nach St. Malo zwangen.
Ab Ende Juni war die Gatineau wieder auf dem Nordatlantik im Einsatz. Ab August 1944 bis Mitte Februar 1945 fand in Halifax eine Grundüberholung des Zerstörers statt. Zur Ausbildung verlegte das Schiff dann nach Großbritannien und war im März und April 1945 noch zur Sicherung der britischen Küstengewässer vor deutschen U-Booten im Einsatz. Nach der deutschen Kapitulation wurde die Gatineau nach Kanada verlegt. Im August 1945 verlegte der Zerstörer dann von Halifax nach Esquimalt (British Columbia) an der kanadischen Westküste.
Am 10. Januar 1946 wurde die Gatineau außer Dienst gestellt und der Reserve in Esquimault zugeteilt. Im April 1947 wurde das Schiff dann zum Abbruch verkauft. Der Rumpf soll als Teil eines Wellenbrechers versenkt worden sein.